# Doble o res
Doble o res és una novel·la de l'escriptor català Manuel de Pedrolo editada l'any 1997 i pertany al gènere de la novel·la policíaca. Fou redactada l'any 1950 amb un títol distint de l'actual: Acte de violència. L'any 1953 fou refusada i no va ser fins després de quaranta-quatre anys que es pogué publicar, amb el títol, triat pels editors, Doble o res (Barcelona, Edicions 62, 1997).

## Estructura
Doble o res consta de tres-centes vint-i-cinc pàgines que no tenen cap divisió, és a dir, no hi ha capítols que les separin.

## Fil argumental
La història explica com un dia més Lluch es prepara per al seu passeig matinal, sense imaginar-se que aquell matí es veuria estroncat per un curiós segrest. Sortint de casa seva, tres joves (Bernat, Joan i Constant) el rapten. El motiu aparent: la seva fortuna. Era absurd resistir-s'hi, i Lluch acaba cedint als dictàmens d'uns segrestadors gens professionals i d'allò més particulars.
Com si es tractés d'una conversa amb un veí, els dos protagonistes, Lluch i Joan, comencen a debatre sobre temes tan quotidians com el temps, la vida, el dia a dia. A poc a poc la conversa adopta un caire d'allò més seriós fins al punt que, paradoxalment, la relació entre segrestador i captiu ràpidament es converteix en la d'un narrador i el seu confident. Lluch sembla oblidar el motiu real de la seva estança en aquell lloc i acaba confessant una les vivències més delicades de la seva trajectòria: la seva palpitant i captivadora història d'amor amb Madeleine i els efectes que li ocasionà involucrar-s'hi d'aquella manera, entre els quals, un assassinat.
El jove Lluch va conèixer l'amor de la seva vida durant el servei militar. Ella, Madeleine, era una dona casada que no es resignava a sucumbir als encants de l'insistent Lluch. Però els esforços de la noia esdevindran inútils, perquè des del primer moment els dos sabien que entre ells hi havia alguna cosa més que no només tensió. Visqueren un amor-odi, un amor d'estira i arronsa, un amor d'intensitat extrema. Madeleine s'havia casat per interès. Ella i Lluch compartien un tret: l'ambició.
L'ambició serà fou un dels detonants del desenllaç, perquè Lluch haurà de prendre una dura decisió: assassinar el marit de la seva estimada per aconseguir la fortuna i la dama.
Com a bon narrador, Lluch s'adonarà ràpidament de les qualitats i atributs del seu interlocutor, de manera que el seu segrestador reconeixerà dedicar-se a l'escriptura. Escriptor, doncs, de professió; i segrestador, en el seu temps lliure. Un segrestador, d'altra banda, d'allò més atípic.
D'intel·lectual a intel·lectual debatran de temes com la vida, la mort, l'assassinat, la riquesa, la manera d'aconseguir els propòsits... Mentre escolta el relat entusiasmador de Lluch, Joan evoca els seus propis records, que sovint es veuen estroncats per les diferents trucades dels seus companys informant-lo que tot està en ordre. El final de l'obra, segrestador i captiu tornen a les seves vides. Joan hauria escoltat grans vivències i Lluch podria, per fi, gaudir del seu passeig diari.

## Personatges
Cal destacar, de Doble o res, la caracterització dels diferents personatges en els seus trets físics i psicològics. La novel·la ens presenta uns personatges víctimes inconscients de l'absurditat de l'existència; viuen simplement deixant-se portar pel cercle viciós de la vida, seguint impassibles el ritme de la quotidianitat i de la monotonia, covant els mateixos desigs, ànsies, temors i dolors dia rere dia. Lluny de sentir-se fidels seguidors de l'optimisme, se senten buits, estafats i frustrats en les seves aspiracions.